# Werner Arber
Werner Arber (ur. 3 czerwca 1929 w Gränichen w kantonie Argowia) – genetyk i mikrobiolog szwajcarski, laureat Nagrody Nobla z medycyny w 1978 (odkrycie enzymów restrykcyjnych i ich zastosowanie w genetyce molekularnej).

## Życiorys
Urodził się w Gränichen, tam też uczęszczał do szkoły podstawowej. W 1949 roku zdał maturę w gimnazjum (Alte Kantonsschule) w Aarau, po czym podjął studia na Politechnice Federalnej w Zurychu. Dyplom w dziedzinie nauk przyrodniczych uzyskał w 1953 roku. W listopadzie tego roku rekomendacja wykładowcy fizyki eksperymentalnej, Paula Scherrera, pomogła mu uzyskać stanowisko asystenta w kierowanym przez Eduarda Kellenbergera Laboratorium Biofizyki na Uniwersytecie Genewskim. 
Laboratorium Biofizyki w Genewie dysponowało dwoma prototypowymi mikroskopami elektronowymi, Werner Arber zajmował się wykorzystaniem ich do obserwacji preparatów biologicznych oraz opracowywaniem technik preparatyki. Z laboratorium współpracował Jean Weigle, który zajmował się badaniem bakteriofagów lambda na California Institute of Technology. Werner Arber zainteresował się tą tematyką i podjął ją w swojej pracy doktorskiej. 
W 1958 roku, po zdaniu egzaminu doktorskiego, przyjął ofertę pracy na University of Southern California w Los Angeles. Rok później zdecydował się na powrót do Genewy, ale przedtem odbył wizyty naukowe u Gunthera Stenta w University of California, Berkeley, Joshui Lederberga na Uniwersytecie Stanforda oraz Salvadora Lurii w MIT.
Werner Arber rozwinął pracę Salvadora Lurii, który opisał budowę bakteriofagów i ich zdolność do mutacji. Swoje badania Arber skoncentrował na działaniach enzymów, obecnych w bakteriach, zdolnych do modyfikowania DNA atakujących je wirusów. Wyniki prac przeprowadzonych wraz z doktorantką Daisy Dussoix, pozwoliły na opisanie enzymów restrykcyjnych oraz mechanizmu restrykcji-modyfikacji jako właściwości specyficznych dla danego szczepu bakterii. Praca habilitacyjna Arbera przedstawiona w 1962 roku na Uniwersytecie Genewskim również dotyczyła tej tematyki.
W 1970 roku Werner Arber przebywał jako visiting professor na Wydziale Biologii Molekularnej University of California, Berkeley. W 1971 roku powrócił do Szwajcarii i podjął pracę w Biozentrum utworzonym właśnie na Uniwersytecie w Bazylei. 
W 1978 został, wraz z Amerykanami Danielem Nathansem i Hamiltonem Smithem, uhonorowany Nagrody Nobla z medycyny za odkrycie enzymów restrykcyjnych i ich zastosowanie w genetyce molekularnej. 

## Życie prywatne
Ożenił się w 1966 roku, z żoną Antonią mają dwie córki: Silvię (ur. 1968) i Caroline (ur. 1974). 